# Rodrigo Terré
Rodrigo Terré Fontbona (11 de abril de 1965) es un ingeniero, empresario y consultor chileno, estrecho colaborador de Andrónico Luksic Craig. 

## Biografía
Se formó como ingeniero civil industrial en la Universidad de Chile de la capital.
Sus primeros pasos profesionales los dio en el Banco O'Higgins. Luego trabajó en Pesquera Iquique-Guanaye y más tarde en la empresa de telecomunicaciones Bellsouth. A mediados de los '90, ingresó al grupo Luksic como gerente de planificación financiera de Empresas Lucchetti. En 1998 fue enviado a la filial peruana de la firma de alimentos como gerente de administración y finanzas.
Tras cuatro años en Lima, dejó Lucchetti, justo antes de que estallara la batalla legal por la planta de fideos ubicada frente a la reserva Pantanos de Villa, al sur de la capital. Su cercanía con la industria agrícola lo llevó en 2001 a asumir la subgerencia general de la exportadora de berries Hortifrut, fuera del grupo.
Un año después, a pedido del propio Luksic, asumió como hombre fuerte de sus negocios. En ese contexto, ejerció como gerente general de la sociedad Inversiones Consolidadas. A mediados de 2010, cuando Luksic ingresó a la propiedad de Canal 13 con un 66%, fue nombrado director y luego vicepresidente de la estación televisiva. En 2013 asumió la presidencia tras la renuncia del economista y ex ministro de Estado, Nicolás Eyzaguirre. A comienzos de 2014 dejó este cargo en manos de Carolina García de la Huerta para pasar a desempeñarse como gerente general y director ejecutivo, responsabilidades en las cuales permaneció poco menos de tres meses.
Es sobrino de Iris Fontbona, madre de Jean-Paul, Paola y Gabriela Luksic, medios hermanos éstos de Andrónico y Guillermo Luksic.